# Parafia św. Elżbiety w Pinczynie
Parafia Świętej Elżbiety w Pinczynie – rzymskokatolicka parafia w Pinczynie. Należy do dekanatu zblewskiego diecezji pelplińskiej. 
Obecny kościół w Pinczynie został wybudowany w latach 1926–1927 na miejscu poprzedniego drewnianego, zbudowanego w l. 1742-1743 roku.
Wzniesiony z czerwonej cegły z Sucumina, tynkowany kościół powstał w stylu neobarokowym i posiada wymiary:
- długość 45 m
- szerokość – 22 m
- wysokość w nawie głównej – 12 m
- sklepienie opiera się na 4 murowanych filarach o wysokości 8 m
- projektantem był inż. arch. Roger Sławski z Poznania, budowę prowadziła firma Jana Pillara ze Starogardu pod dozorem inż. A. Okonka[2].

Kościół parafialny pw. św. Elżbiety wraz z d. cmentarzem, pomnikiem ks. S. Hoffmanna i starodrzewiem, został wpisany w dniu 01.10.2008 r. do rejestru pomorskich zabytków pod nr 1833.

## Zasięg parafii
Do parafii należą wierni z miejscowości: Pinczyn, Biały Bukowiec, Górę, Karolewo, Pałubinek oraz Piesienicę.